# Пенза
Пе́нза (рос. Пе́нза) — місто в Російській Федерації, адміністративний центр Пензенської області. Площа міста — 288,5 км², населення ▼487 978 осіб (2025).
Пенза розташована на Приволзькій височині, на березі річки Сура (притока Волги).

## Історія

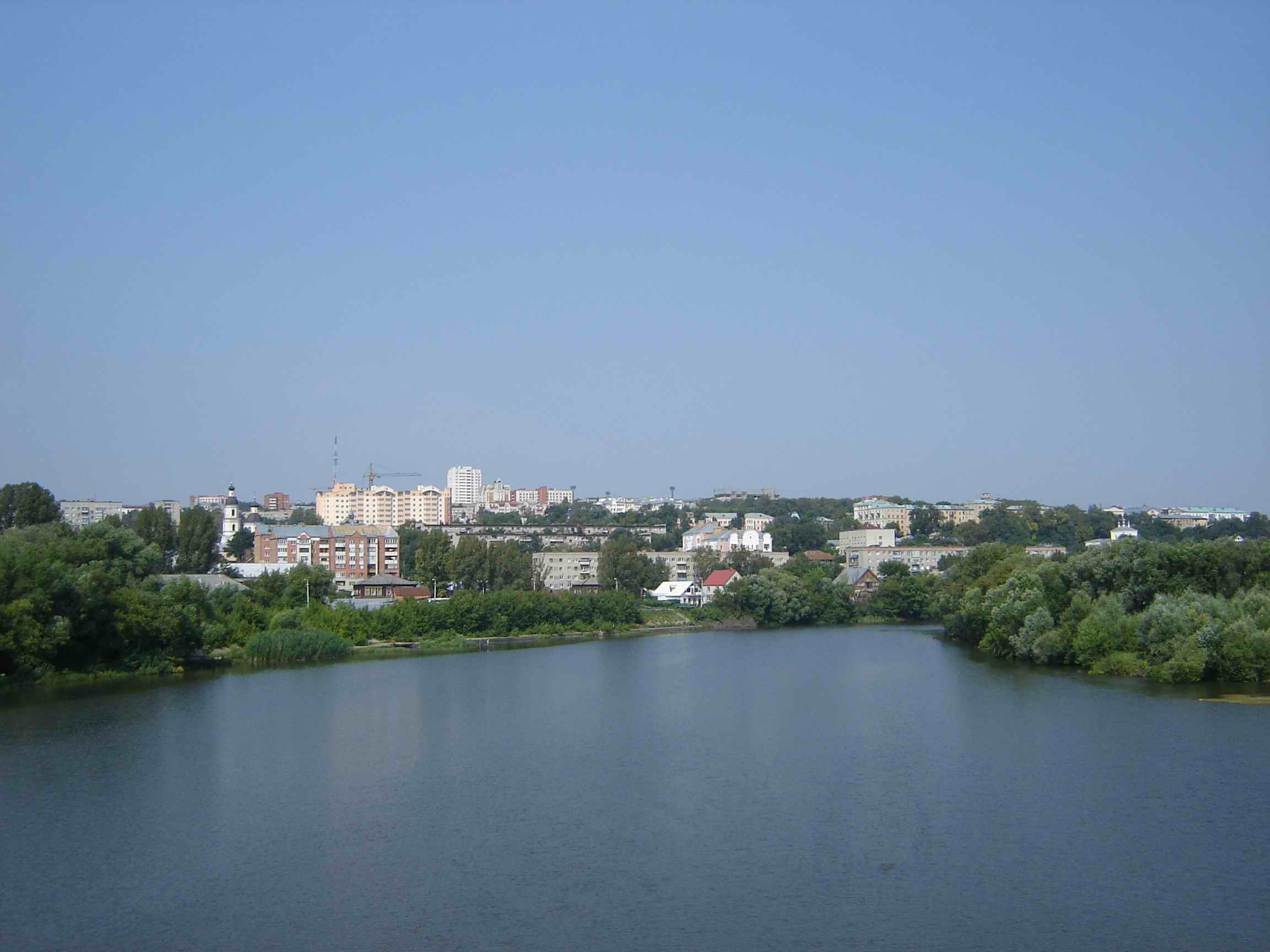
історичний центр

Сучасне місто Пенза було споруджено українськими козаками, тобто «черкасами», та мокшанськими селянами у 1663 році на місці колишнього поселення буртасів. Назва «Пєнза» у перекладі з мокшанської мови дослівно означає «кінець шляху». Прикметно, але у той час Сурська долина мала велике стратегічне значення для оборони Московської держави. Саме тому тут царський уряд Московії поселив українських козаків, які збудували фортецю та назвали її Черкаським Острогом, на місці якої в розвитку подальшого поселення. Довколишню місцевість віддали під ріллю мокшанським селянам, які забезпечували Пензу продовольством (пшениця, овес, просо, молоко, м'ясо і річкова риба). Про відчутну українську присутність нині нагадують назва частини міста «Черкаси» та Черкаська вулиця.
В 1778–1796 роках Пенза була центром Пензенського намісництва Російської імперії.

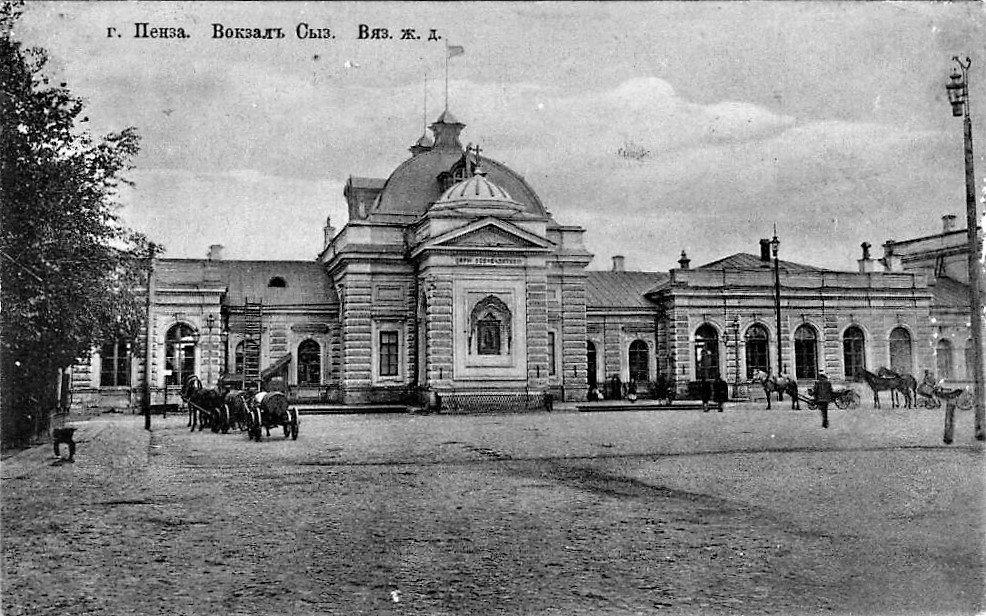
Залізничний вокзал

Після революційних подій 1917 року владу у місті захопили більшовики та есери, які пообіцяли мокшанським, татарським та ерзянським пролетарям відкрити навчальні заклади з панівним викладанням на їхніх національних мовах. 29 травня 1918 року місто опинилося у руках посталих вояків Чехословацького корпусу (кровопролитний бій тривав майже добу). Однак через низку причин чехи не стали закріплюватися у Пензі й уже за два дні покинули місто, вирушивши у бік Симбірська.
В 1928 році після скасування більшовицьким режимом губерній і повітів Пенза стає центром однойменного району й округи Середньоволзької області. У 1930 року – районним центром Середньоволзького (Куйбишевського краю), а з 1937 року – Тамбовської області. Тільки 4 лютого 1939 року Пензі надано статус обласного центру новоствореної Пензенської області.
Після Другої світової війни — 1948 року було запущено перший тролейбус, для якого було збудовано тролейбусне депо на вулиці Суворова. Тоді ж розпочато асфальтування головних вулиць Пензи. Протягом 1949—1952 років було споруджено (централізований) Сурський водогін і каналізацію.

## Палеонтологія
У 1927 році на території міста, неподалік Мироносицького цвинтаря, у відкладеннях пізнього маастрихтського віка (крейдовий період) виявлено фрагментарний череп мозазавра Гоффмана (Mosasaurus hoffmanni) — гігантської морської рептилії. Знахідка стала першим достовірним зразком цього виду на території Росії. Точне місце, де знайдено скам'янілість, невідоме, але, швидше за все, зараз там розташована вулиця Проломна. У маастрихтських шарах на берегах Сури в районі Пензи також знайдені белемніти Belemnitella lanceolata і B. americana. Tsaregradskii (1926) повідомляє про присутність у цих же відкладах устриці Ostrea praesinzowi. Крім того, у цих шарах представлений змішаний комплекс мікрофауни, характерної для туронського (Bolivinita couvigeriniformis), сантонського (Reussia subrotundata) та маастрихтського віків (Bolivina incrassata), що вказує на те, що всі ці залягання зазнали ерозії та повторного осадження.

## Адміністративний поділ
У місті чотири райони:
- Железнодорожний
- Ленінський
- Октябрський
- Первомайський

## Вищі навчальні заклади
- Пензенський державний університет
- Пензенська державна технологічна академія
- Пензенський державний педагогічний університет
- Пензенська державна сільськогосподарська академія
- Пензенський державний університет архітектури і будівництва
- Пензенський артилерійський інженерний інститут (колишнє Пензенське вище артилерійське інженерне училище ім. Головного маршала артилерії Н. Н. Вороняча)

## Культура

### Театри
- Пензенський обласний драматичний театр імені А.В. Луначарського
- Пензенський обласний театр ляльок «Ляльковий дім»
- Пензенський обласний театр юного глядача

### Музеї

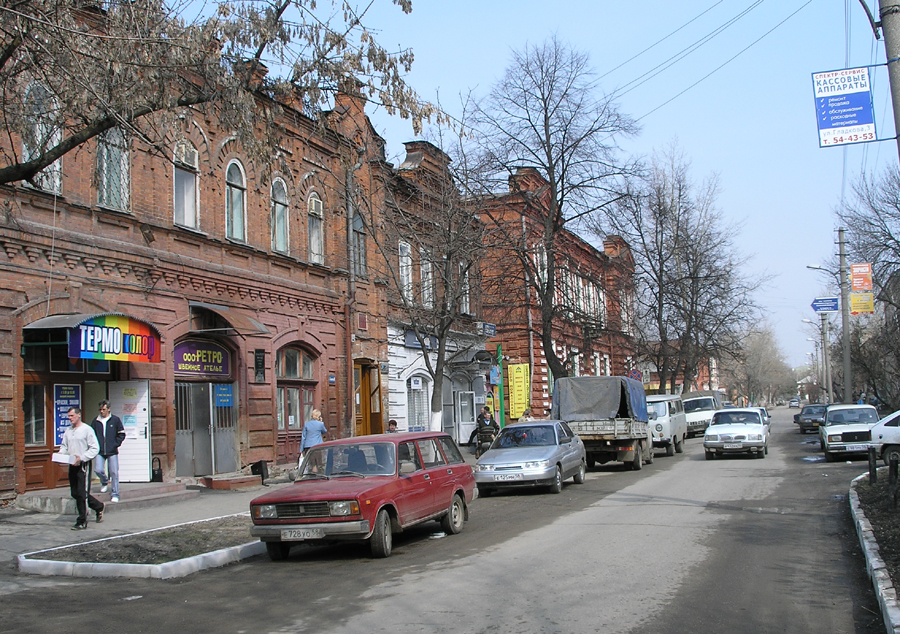
вул. Гладкова. Пенза

- Краєзнавства(заснований в 1905 році)
- Літературний музей
- Музей сценічного мистецтва імені В. Е. Мейерхольда
- Музей народної творчості[недоступне посилання з липня 2019]
- Пензенська обласна картинна галерея імені К. А. Савицького
- Музей однієї картини
- Музей ученого-історика В. О. Ключевського

## Промисловість
- Паперовий комбінат ВАТ «Маяк»
- ВАТ «Пензтяжпромарматура»
- Велосипедний завод
- Медінж
- Пензхіммаш
- Автомедтехніка
- Пензтекстільмаш
- Пензмаш
- Пензенський компресорний завод
- Пензенський дизельний завод
- Завод комунального машинобудування
- Счетмаш
- ВАТ «Електромеханіка»

## Транспорт
Пенза є великим залізничним вузлом. З півдня до міста підходить Південно-Східна залізниця; на північ, захід і схід відгалужуються лінії Куйбишевської залізниці.
У межах міста Пензи проходить федеральна автомобільна траса Москва — Челябінськ
Місто обслуговує аеропорт Пенза

## Клімат
Пенза має вологий континентальний клімат (Класифікація кліматів Кеппена Dfb) з довгими холодними зимами та теплим літом.
| Клімат Пензи (1981–2010) | Клімат Пензи (1981–2010) | Клімат Пензи (1981–2010) | Клімат Пензи (1981–2010) | Клімат Пензи (1981–2010) | Клімат Пензи (1981–2010) | Клімат Пензи (1981–2010) | Клімат Пензи (1981–2010) | Клімат Пензи (1981–2010) | Клімат Пензи (1981–2010) | Клімат Пензи (1981–2010) | Клімат Пензи (1981–2010) | Клімат Пензи (1981–2010) | Клімат Пензи (1981–2010) |
| Показник                 | Січ.                     | Лют.                     | Бер.                     | Квіт.                    | Трав.                    | Черв.                    | Лип.                     | Серп.                    | Вер.                     | Жовт.                    | Лист.                    | Груд.                    | Рік                      |
| Абсолютний максимум, °C  | 7,0                      | 8,5                      | 17,3                     | 31,1                     | 35,6                     | 37,7                     | 39,3                     | 40,4                     | 33,6                     | 25,6                     | 16,1                     | 11,0                     | 40,4                     |
| Середній максимум, °C    | −5,5                     | −5,1                     | 1,0                      | 12,4                     | 20,8                     | 24,8                     | 26,6                     | 24,7                     | 18,2                     | 9,9                      | 0,6                      | −4,4                     | 10,3                     |
| Середня температура, °C  | −8,7                     | −9,1                     | −3,4                     | 6,8                      | 14,3                     | 18,5                     | 20,4                     | 18,3                     | 12,5                     | 5,6                      | −2,1                     | −7,4                     | 5,5                      |
| Середній мінімум, °C     | −11,9                    | −12,5                    | −7,2                     | 1,9                      | 8,1                      | 12,7                     | 14,7                     | 12,8                     | 7,7                      | 2,2                      | −4,6                     | −10,3                    | 1,1                      |
| Абсолютний мінімум, °C   | −39,9                    | −40                      | −31,1                    | −20                      | −5,6                     | −1,1                     | 4,7                      | 0,0                      | −6,4                     | −17,2                    | −31,1                    | −40,5                    | −40,5                    |
| Норма опадів, мм         | 38                       | 31                       | 35                       | 33                       | 42                       | 65                       | 59                       | 51                       | 52                       | 47                       | 48                       | 41                       | 542                      |
| Днів з дощем             | 6                        | 5                        | 7                        | 13                       | 16                       | 19                       | 18                       | 16                       | 17                       | 17                       | 12                       | 8                        | 154                      |
| Днів зі снігом           | 26                       | 22                       | 16                       | 5                        | 1                        | 0,1                      | 0                        | 0                        | 0,3                      | 5                        | 17                       | 25                       | 117                      |
| Вологість повітря, %     | 84                       | 82                       | 79                       | 68                       | 61                       | 67                       | 69                       | 70                       | 73                       | 79                       | 86                       | 85                       | 75                       |
| ------------------------ | ------------------------ | ------------------------ | ------------------------ | ------------------------ | ------------------------ | ------------------------ | ------------------------ | ------------------------ | ------------------------ | ------------------------ | ------------------------ | ------------------------ | ------------------------ |

## Уродженці
- Пудовкін Всеволод Іларіонович (1893—1953) — російський кінорежисер
- Звєздочотов Микола Петрович (1904—1985) — білоруський актор
- Байкова Лідія Тихонівна (1905—1993) — радянська російська і українська художниця кіно, художниця по костюмах
- Балієв Євген Якович (1912—2006) — російський і український радянський актор
- Кронберг Лариса Іванівна (1929—2017) — радянська акторка театру і кіно
- Яшина Лариса Іванівна (* 1941) — радянська і російська поетеса, лауреатка літературних премій
- Розанова Ірина Юріївна (*1961) — радянська і російська акторка театру і кіно
- Богуславський Олексій Ігорович (1980—2015) — майор Збройних сил України, учасник російсько-української війни, почесний громадянин міста Рівне.